# Collisione aerea di Ankara del 1963
La collisione aerea di Ankara del 1963 fu un incidente aereo avvenuto il 1 febbraio 1963 sopra la città di Ankara, in Turchia, quando il volo Middle East Airlines 265, programmato dall'aeroporto di Nicosia all'aeroporto internazionale di Esenboğa, si scontrò in aria con un C-47A della Türk Hava Kuvvetleri in fase di addestramento. Tutte le 17 persone che si trovavano a bordo dei due aerei persero la vita mentre a terra si registrarono 87 vittime.

## I velivoli
Il Volo MEA 265 era operato da un Vickers Viscount con numero di registrazione OD-ADE e c/n 244 motorizzato da quattro motori Rolls-Royce Dart 510. Il Vickers effettuò il primo volo il 24 novembre 1957 ed entrò in servizio nella Cyprus Airways (con numero di registrazione G-APCE). Dall'ottobre 1957 venne dato in prestito alla libanese Middle East Airlines.
Il C-47, appartenente alla Türk Hava Kuvvetleri, era stato costruito nel 1944 per l'USAAF. Quattro anni più tardi venne ceduto come surplus alla Turchia. Al momento dell'incidente aveva accumulato un totale di 2340 ore di volo.

## I Voli

### Volo Middle East Airlines 265
Il Vickers decollò da Cipro con 3 uomini di equipaggio e 11 passeggeri. Alle 13:04 l'equipaggio contattò il controllo dell'avvicinamento di Esenboğa e scese da FL185 a FL105. Tre minuti più tardi venne autorizzato ad atterrare sulla pista 03 e i piloti informarono la torre di controllo che erano scesi a FL100 e che avrebbero raggiunto l'aeroporto in un minuto. Alle 13:09 il Vickers si trovava a 8000 piedi in discesa a FL65. Quattro minuti più tardi i controllori di volo di Ankara cercarono di mettersi in contatto con l'aereo senza però ottenere alcuna risposta.

### Volo Addestrativo della Türk Hava Kuvvetleri
Il C-47 decollò dalla base di Etimesgut alle 11:22 per un volo addestrativo strumentale dalla durata di circa 1 ora e mezza. In questo genere di voli l'allievo pilota siede sul sedile di sinistra e tramite l'uso di particolari occhiali e pannelli di plexiglas non può vedere all'esterno del velivolo concentrandosi dunque solamente sugli strumenti di bordo. L'istruttore invece non ha limitazioni visive. Terminata la fase addestrativa il C-47 stava rientrando alla base di partenza seguendo le regole del volo a vista.

### Collisione
I due velivoli si scontrarono, tra le 13:12 e le 13:14, sopra la città di Ankara mentre volavano ad una altitudine inferiore ai 7000 piedi in condizioni di tempo sereno. Tutte le persone a bordo dei velivoli persero la vita mentre gli aerei ormai senza controllo si schiantarono su numerose abitazioni provocando 87 morti e 50 feriti.

## L'inchiesta
Per accertare le cause dell'incidente venne nominata una commissione di inchiesta presieduta dal Dipartimento dell'Aviazione Civile turco. I due velivoli entrarono in contatto con un angolo di 40° e sulla fusoliera del C-47 vennero rinvenute tracce di vernice appartenenti alla livrea del Viscount. I piloti del Vickers fecero un errore di stima di due minuti circa la loro distanza dall'aeroporto e volavano seguendo le regole del volo a vista invece di quelle strumentali alle quali erano autorizzati.